# Fuvolázó dalosseregély
A fuvolázó dalosseregély (Onychognathus tristramii)  a madarak osztályának verébalakúak (Passeriformes) rendjébe és a seregélyfélék (Sturnidae) családjába tartozó faj.
Tudományos nevét Henry Baker Tristram angol ornitológus tiszteletére kapta.

## Előfordulása
Egyiptom, Izrael, Jordánia, Omán, Palesztina, Szaúd-Arábia és Jemen sziklás területein honos.

## Megjelenése
Testhossza 25 centiméter (beleértve a 9 cm-s farkat), szárnyfesztávolsága 44-45 centiméter, testtömege 100–140 gramm. A hímek tollazata irizáló fekete, narancssárga kézevezőkkel, míg a tojók és a fiatal madarak feje szürkés, tollazatuk nem fényes.  
|  |